# Tiroteig en un centre LGBT a Tel-Aviv

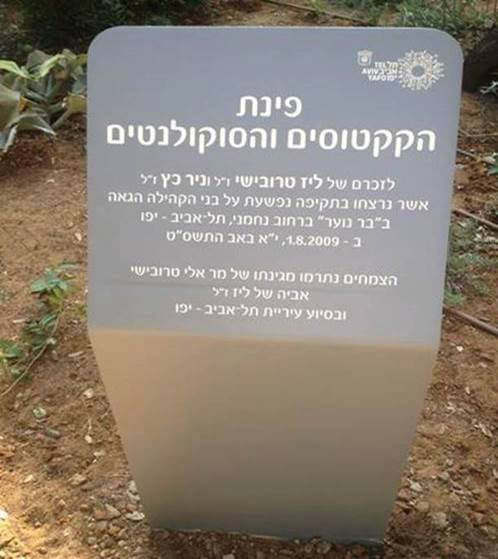
Jardí commemoratiu de cactus i plantes suculentes, prop del centre gai de Tel-Aviv, en memòria de Liz Troubishi i Nir Katz, assassinats en el tiroteig del centre lèsbicogai de Tel-Aviv. Les plantes van ser donades del jardí privat d'Eli Troubishi, pare de Liz

El tiroteig en el centre lèsbicogai de Tel-Aviv va causar la mort de dues persones i ferides a almenys altres quinze en la sucursal de Tel-Aviv de l'Associació LGBT israeliana, en el «Bar-Noar» (en hebreu: ברנוער, traduïble com «Bar de la Joventut»), al carrer Nahmani, l'1 d'agost de 2009. Un home de 26 anys i una noia de 17 van morir. En els primers informes sobre l'incident s'esmentaven tres morts, però una d'elles s'ha descartat des de llavors.

## Fets
Poc abans de tres quarts d'onze del dissabte, 1 d'agost de 2009, l'assaltant va irrompre en el soterrani del centre comunitari i va disparar la seva arma automàtica indiscriminadament en totes direccions durant uns deu minuts. De les aproximadament 40 persones presents, dues van morir i almenys deu més van resultar ferides. L'assassí, emmascarat i vestit de negre, es va donar a la fugida.
La majoria dels ferits eren menors; sis estaven en estat greu. La ciutat va ser objecte d'una «repressió» després de l'atac, i diversos centenars de policies van llançar una persecució per a localitzar a l'assassí o assassins.

## Investigació
El juny de 2013, Hagai Felician va ser acusat per l'assassinat, però la policia es va retractar el març de 2014, després de revelar que el seu testimoni clau havia fabricat proves.
En data de l'any 2021, la policia israeliana encara no ha detingut l'autor de l'atemptat.

## Conseqüències
El tiroteig va provocar una condemna generalitzada, i un legislador el va descriure com el pitjor atac contra la comunitat gai en la història d'Israel. Tant el llavors president Ximon Peres, el primer ministre Binyamín Netanyahu i l'alcalde de Tel-Aviv, Ron Huldai també el van condemnar severament.
El lloc de l'atac —en el cor de la qual es considera la ciutat més liberal d'Israel— va donar lloc a protestes de la comunitat gai.